# Небесный город
«Небесный город» — концертный альбом русской фолк-группы «Рада и Терновник», записанный в театре песни «Перекрёсток» 8 сентября 2001 года и выпущенный на аудиокассете в 2002 фирмой Выргород.

## Список композиций
Все песни написаны Радой Анчевской
| №   | Название                  | Длительность |
| --- | ------------------------- | ------------ |
| 1.  | «Разговор»                | 0:31         |
| 2.  | «Небесный город»          | 2:02         |
| 3.  | «Когда будет тепло...»    | 2:32         |
| 4.  | «Привратник радости моей» | 4:13         |
| 5.  | «За океаном..»            | 3:00         |
| 6.  | «А куда же ты идёшь?»     | 3:30         |
| 7.  | «По костям ходили»        | 4:26         |
| 8.  | «А не что-то...»          | 4:29         |
| 9.  | «Я пойду по тропе»        | 4:16         |
| 10. | «Опоздали наши лекари»    | 1:49         |
| 11. | «Полнолуние»              | 3:13         |
| 12. | «Солнце за луной»         | 4:45         |
| 13. | «Где-то сказки были»      | 3:01         |
| 14. | «Любовь моя печаль»       | 2:59         |
| 15. | «В мышиной шкурке»        | 2:25         |
| 16. | «Закружилась земля»       | 4:22         |
| 17. | «Ты будешь танцевать»     | 4:06         |
| 18. | «Смоква»                  | 4:05         |
| 19. | «Пусто в раю»             | 6:27         |
| 20. | «Не буди меня»            | 2:21         |
| 21. | «Разговор»                | 0:36         |

## Участники записи
- Рада Анчевская — вокал, гитара
- Владимир Анчевский — гитара
- Кирилл Паренчук — табла
- Гена Лаврентьев — скрипка, бэк-вокал